# Protestantská unie
Protestantská unie (německy Protestantische Union) byl spolek 8 protestantských knížat a 17 protestantských měst Svaté říše římské uzavřený roku 1608. Podnět pro uzavření Unie bylo dobytí a zabrání svobodného říšského města Donauwörth bavorským kurfiřtem Maxmiliánem I. poté, co ve městě protestanti bránili katolickému procesí. Podnět k jejímu založení dal falcký kalvinistický kurfiřt Fridrich IV. Falcký. Jako reakci na založení Protestantské unie vznikla následující rok Katolická liga.
V průběhu třicetileté války Unie několikrát podlehla Lize a byla roku 1621 rozpuštěna.

## Členové unie
| zakládající členové (1608): - Falcké kurfiřtství - Württemberské vévodství - Braniborsko-ansbašské markrabství - Braniborsko-kulmbašské markrabství - Bádensko-durlašské markrabství - Falcko-neuburské vévodství poté se připojily: - Anhaltsko-bernburské knížectví - Falcko-zweibrückenské hrabství - Oettingenké hrabství - Hesensko-kasselské lankrabství - Braniborské markrabství | a celkem 17 svobodných říšských měst: - Ulm - Štrasburk - Norimberk - Worms - Rothenburg - Windsheim - Schweinfurt - Weissenburg - Nördlingen - Schwäbisch Hall - Heilbronn - Memmingen - Kempten - Landau in der Pfalz - Špýr - Aalen - Giengen |